# La Quina

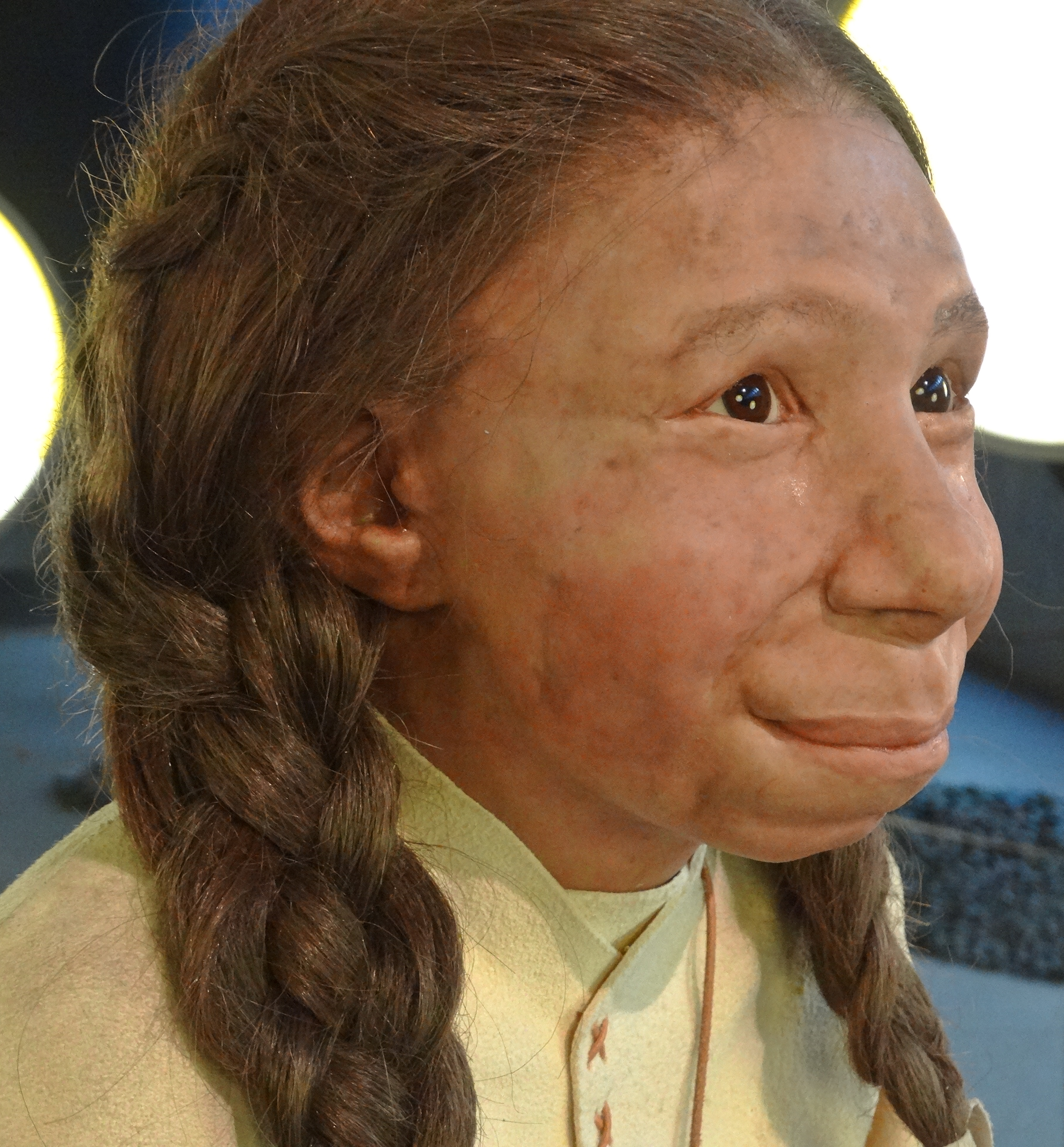
Rekonstruktion eines Neandertaler-Mädchens nach dem Schädelfund Nr. 18 aus La Quina, ausgestellt im Neanderthal-Museum

La Quina ist eine altsteinzeitliche Fundstätte bei Gardes-le-Pontaroux im südwestfranzösischen Département Charente. Neben Werkzeugen aus dem Moustérien, dem Châtelperronien und dem Aurignacien wurden auch Überreste von mehr als 20 Neandertalern gefunden.

## Geographie und Geologie

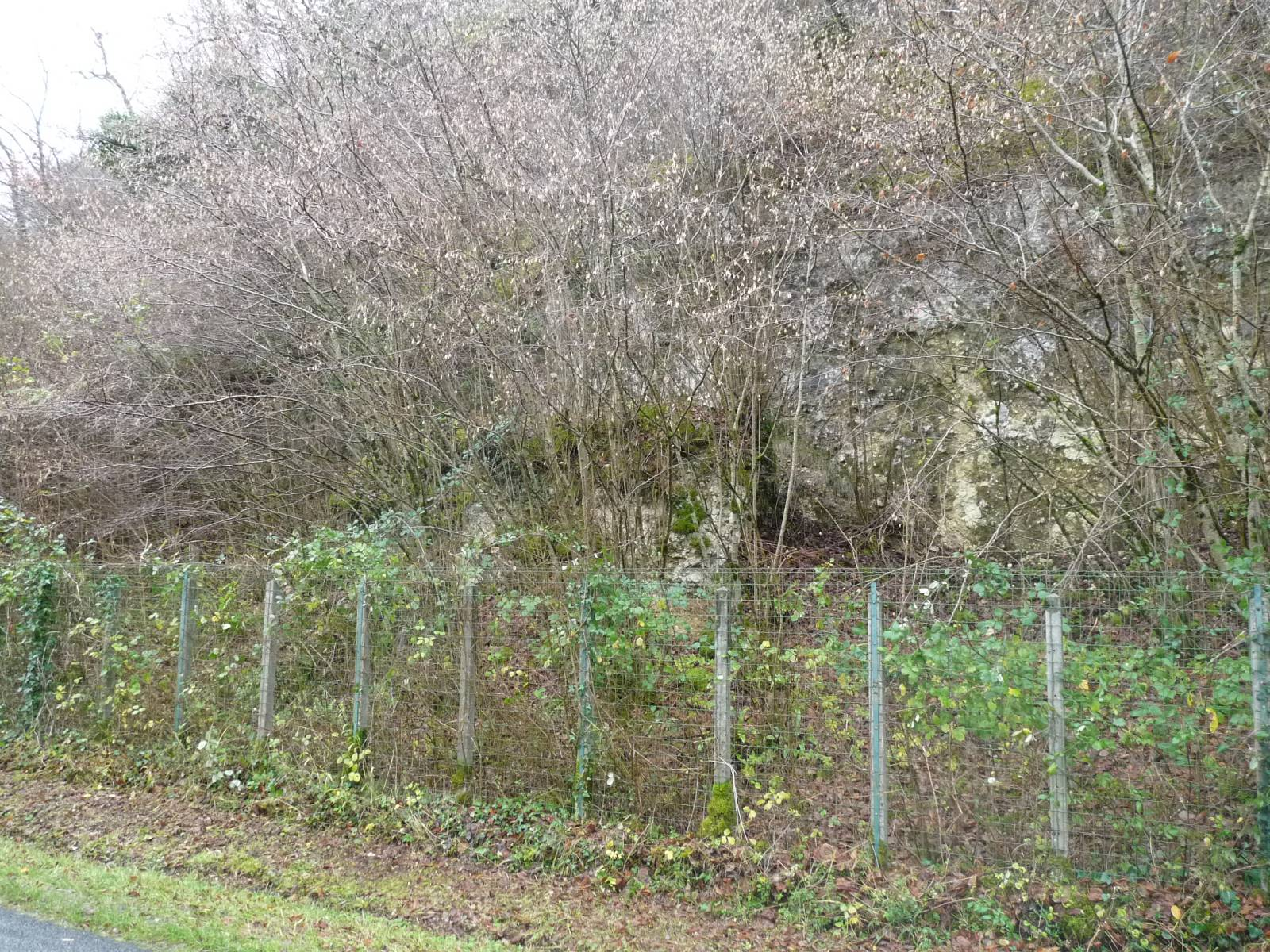
Die flussabwärtige Fundstelle im Winter

Die Fundstätte La Quina, benannt nach dem gleichnamigen bäuerlichen Anwesen (die genaue Bezeichnung lautet Les-Champs-de-la-Pierre-Ronde), liegt im Tal des Voultron, eines rechten Nebenflusses der Lizonne, zirka 2 Kilometer südwestlich von Le Pontaroux. Der Fluss hat sich hier in die relativ resistenten Rudistenkalke der Angoulême-Formation (Unteres Angoumien) eingeschnitten. Auf der rechten Talseite wird er von einer Reihe von Abris gesäumt, die linke Talseite wird über eine Distanz von mehr als 700 Metern von Felsvorsprüngen begleitet, die teilweise herabgebrochen sind. Der Wandfuß wird zum Großteil von Hangschutt maskiert. Die eigentliche prähistorische Fundstätte befindet sich direkt neben der Kommunalstraße von Le Pontaroux nach Blanzaguet auf der linken Talseite und besteht aus zwei verschiedenen Teilbereichen, einem flussaufwärts gelegenen und einem etwas weiter flussabwärts gelegenen Bereich. Die Fundstätten sind eingezäunt und der Öffentlichkeit nicht zugänglich, sie befinden sich aber mittlerweile in einem bedauernswerten Zustand.

## Geschichte

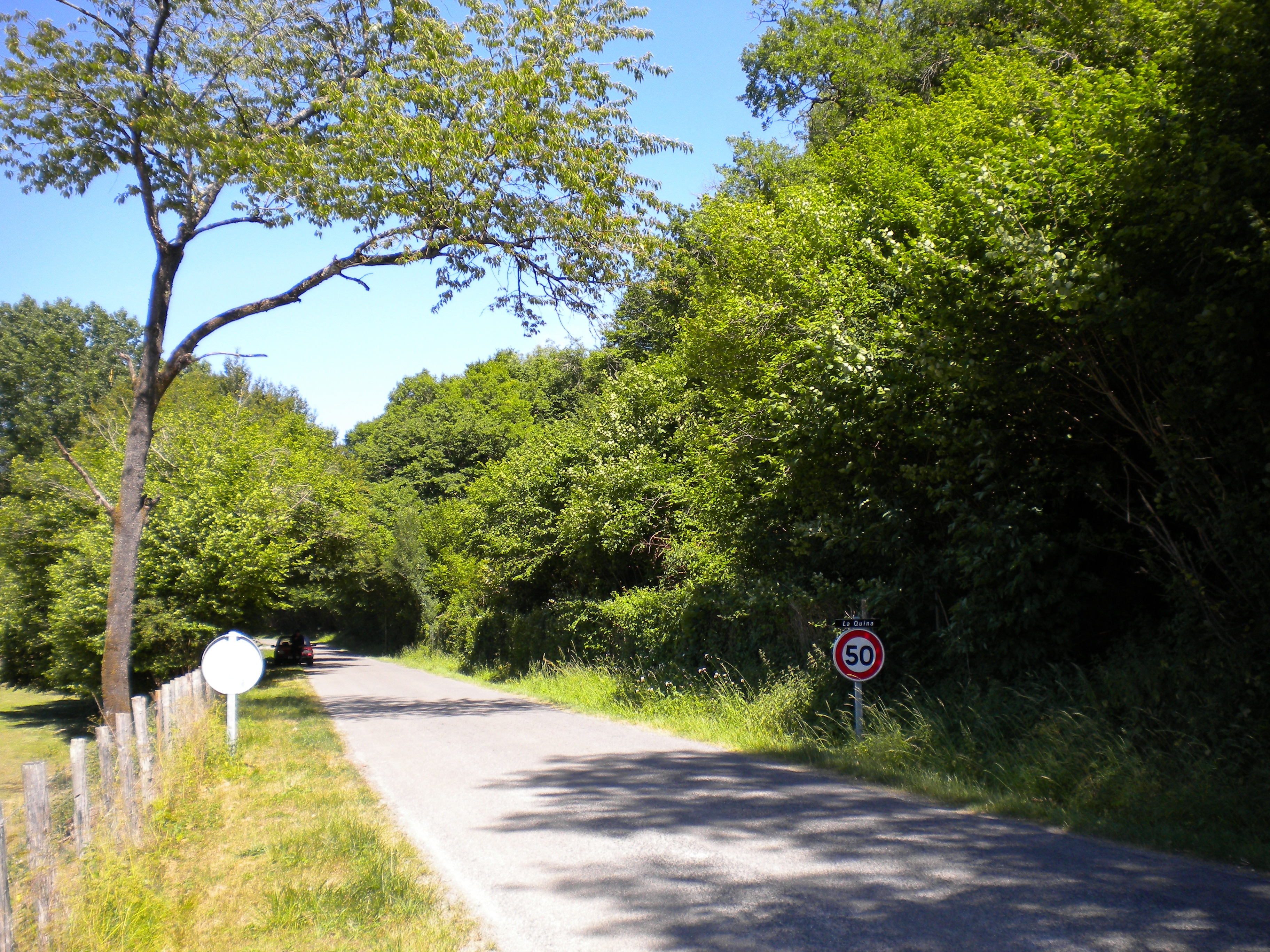
Die beiden eingezäunten Fundstätten liegen im Dickicht unmittelbar rechterhand der Straße von Blanzaguet nach Pontaroux

Die Fundstätte ist seit 1872 bekannt. 1891 wurde die Straße gebaut. Der Arzt Léon Henri-Martin erwarb 1905 das Grundstück und führte anschließend zwischen 1906 und 1936 Grabungen durch. Seine Arbeiten wurden von seiner Tochter Germaine zwischen 1953 und 1965 fortgesetzt. Grabungen neueren Datums wurden ab 1985 in La Quina von A. Jelinek, A. Debénath und H. Dibble unternommen.
Die Fundstätte ist mittlerweile in Staatsbesitz und seit 1984 Monument historique.

## Flussaufwärtiger Bereich

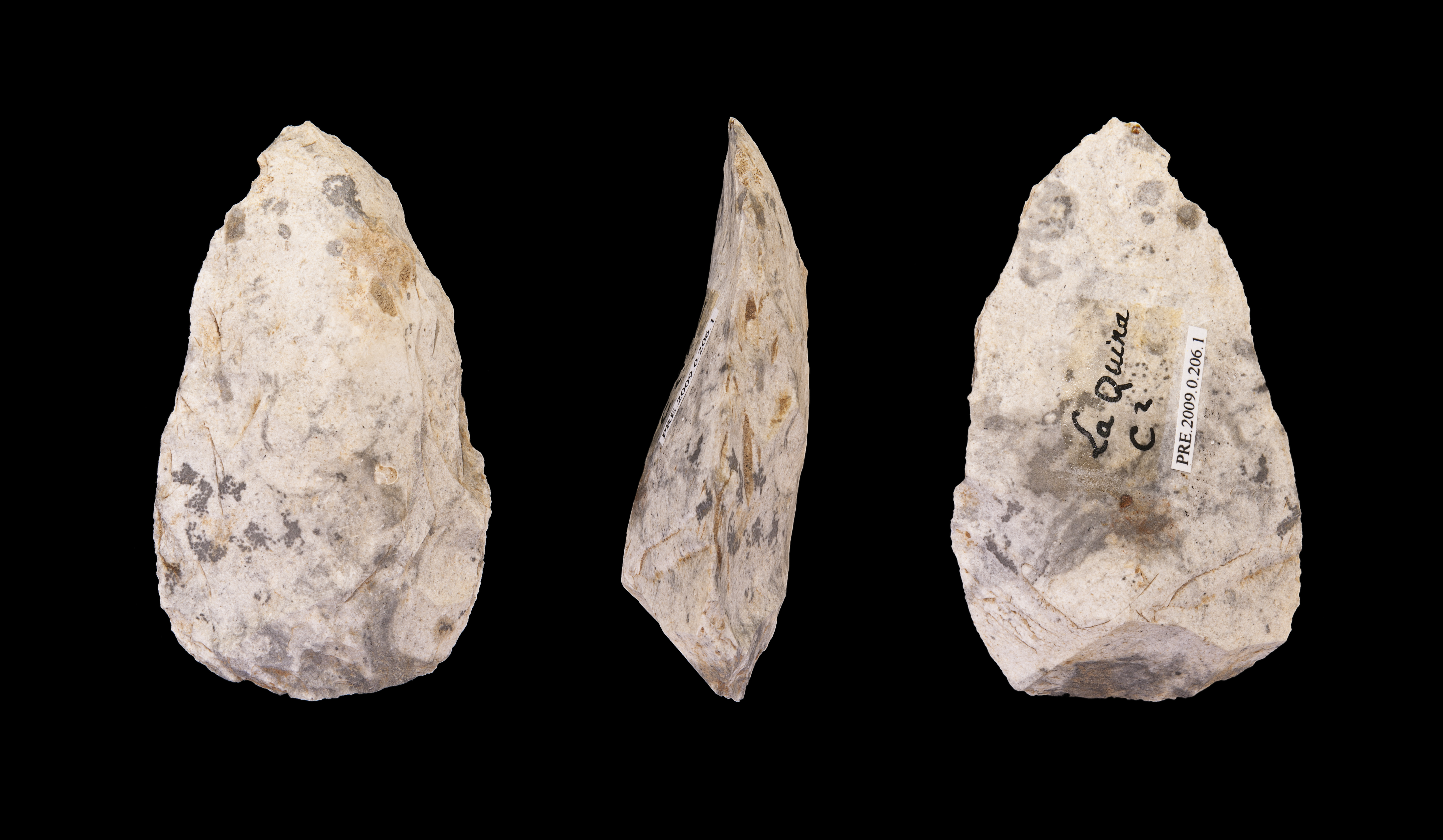
Schaber aus dem Moustérien von La Quina - Muséum de Toulouse

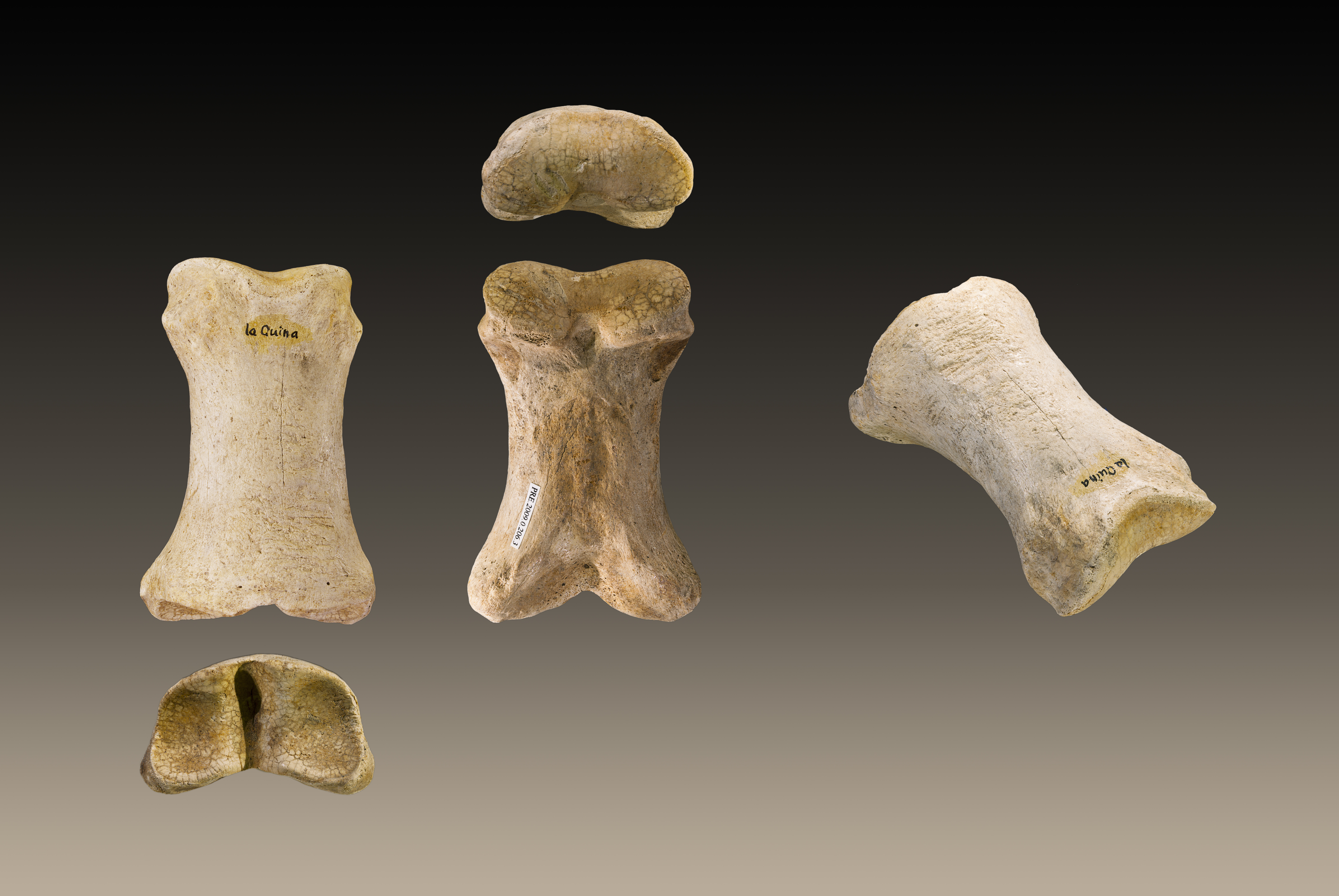
Knochen (so genannte imprint bones) mit Abrasionsspuren von La Quina - Muséum de Toulouse

Dieser Fundstättenbereich hat im Wesentlichen Steinwerkzeuge des Moustérien geliefert. Er ist die Typlokalität für das Moustérien des Quina-Typs, welches sich durch ein Überwiegen von konvexen Schabern auszeichnet. Sie zeigen die typische Quina-Retuschiertechnik, die auf kurzen und relativ dicken Abschlägen ausgeführt wurde. Kennzeichnend für diese Technik ist ein beim Retuschiervorgang entstehendes, treppenartig wirkendes Profil. Über dem Quina-Typus wurden zuoberst auch noch Werkzeuge des gezähnten Typus (franz. Moustérien à denticulés) gefunden. Letztere wurden mittels Thermoluminiszenz auf 43.000 ± 3.600 Jahre BP datiert.
Neben den Steinwerkzeugen wurden auch zahlreiche Knochenreste von Tieren entdeckt, darunter die Knochen von Rinderartigen (Bisons), Pferden  (Equus caballus) und Rentieren. Einige der Knochen lassen eindeutig die Spuren menschlicher Einwirkung erkennen. So fanden sich zerbrochene Knochen und Knochen mit Schnittspuren; einige waren offensichtlich auch als Werkzeug beim Retuschieren der Abschläge benutzt worden (imprint bones). Dies war auch schon L. Henri Martin aufgefallen.

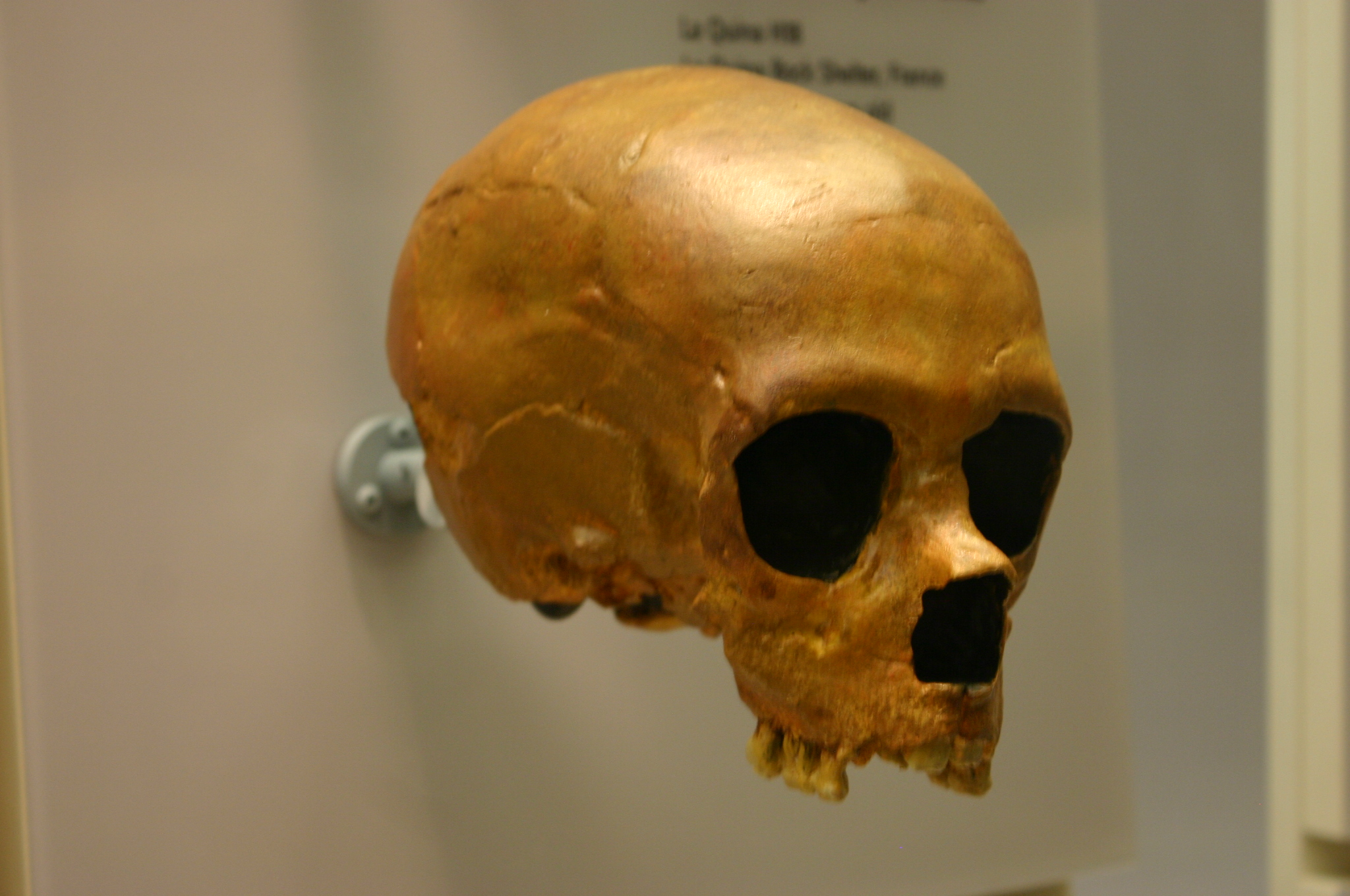
La Quina 18, jetzt im National Museum of Natural History, Washington, D.C.

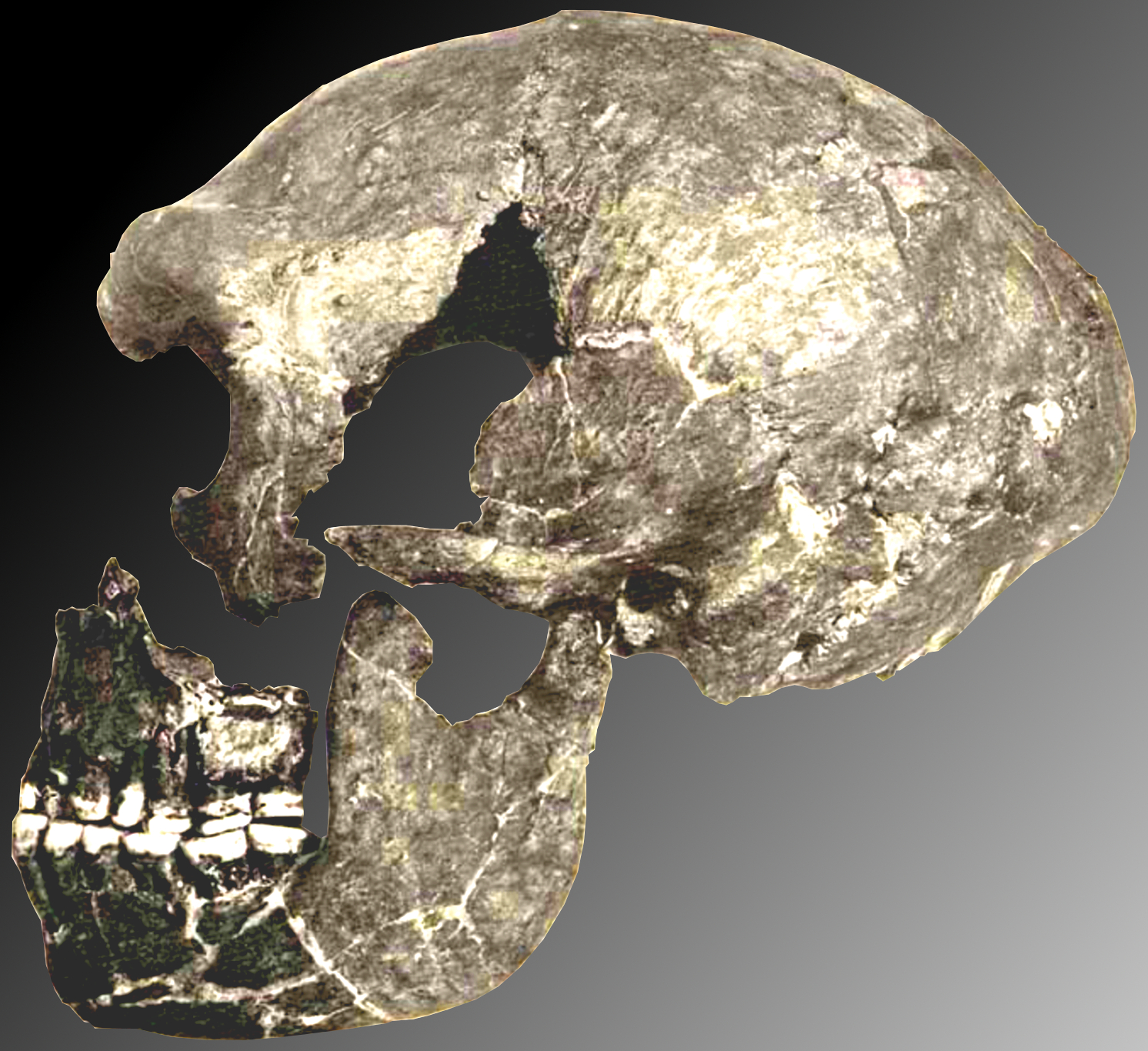
La Quina 5, 1912

Bemerkenswert für diesen Fundplatz sind die zahlreichen Knochenreste des Homo neanderthalensis. Es wurden insgesamt 27 Knochenfunde gemacht, die zu mindestens 20 Individuen gehören. Der Fund La Quina 5 aus dem Jahr 1911 ist wahrscheinlich eine erwachsene weibliche Person, die in einem einfachen Grab beigesetzt worden war. La Quina 18 (Schädelfund) repräsentiert ein achtjähriges Neandertaler-Kind.

## Flussabwärtiger Bereich
Im flussabwärtigen Bereich wurden Werkzeuge aus dem Châtelperronien gefunden, welche Affinitäten zum Moustérien à denticulés vorweisen. Auch Aurignacien wurde angetroffen, erkennbar an Speerspitzen mit gespaltenem Schaft.

## Datierung
Das Moustérien à denticulés der flussaufwärtigen Fundstätte hat ein Alter von rund 43 000 Jahren BP. Der obere Teil der Abfolge dürfte somit dem Stadial des Würm II angehören. Neuere Datierungen haben aber mittlerweile ein weitaus jüngere Altersspanne für das Moustérien erbracht − 35.250 bis 34.100 Jahre BP.
Die Neandertalerfunde sind älter und stammen eventuell aus dem Interstadial Würm I/II.
Nicht kalibrierte Radiokarbondatierungen an Knochen im flussabwärtigen Bereich lieferten ein Alter von 35.950 Jahren BP für das Châtelperronien und eine Zeitspanne von 32.650 bis 30.760 Jahren BP für das Aurignacien.
Ein "Moustérien des Typs Quina" (auch Charentien genannt) wurde in den 1950er Jahren von François Bordes auf der Grundlage der La-Quina-Industrie definiert.